# Uparaja
Uparaja, hay phó vương, đệ nhị vương (tiếng Miến Điện: ဥပရာဇာ - IPA: [ṵpəjàzà]; tiếng Khmer: ឧបរាជ - Ouparach; tiếng Thái: อุปราช - RTGS: Upparat; tiếng Lào: ອຸປຮາດ - Oupahat), là một tước hiệu người kế vị trên danh nghĩa (heir presumptive) của vua ở Myanmar, Campuchia, Lào, Thái Lan và Chăm Pa.